# Централна истанбулска автогара
Централната истанбулска автогара (на турски: Büyük İstanbul Otogarı, Бюю̀к истанбу̀л отогаръ̀ – Голяма истанбулска автогара) или автогара Есенлер (Esenler Otogarı) е главната автогара в Истанбул  Наричат я също само Автогара (Отогар). Автобусният терминал, чиито основи са положени през 1987 г., е открит на 6 април 1994 г. от тогавашния кмет на Метрополна община Истанбул – Реджеп Тайип Ердоган. Истанбулският автобусен терминал Есенлер е най-големият автобусен терминал в Европа и третият по големина в света.

## История
През 1980 г. започва да се обмисля идеята за изграждането на нов терминал в европейската част на Истанбул, тъй като автогарата Топкапъ става все по-пренаселена. През 1987 г. започва строителството на новия терминал. През 1994 г. той влиза в експлоатация. Конструкцията струва 140 милиона долара.
На 1 август 2019 г. експлоатацията на автобусния терминал е прехвърлена на İSPARK, дъщерно дружество на Метрополна община Истанбул.

## Разположение
Автогарата е разположена в европейската част на Истанбул, в квартал Алтънтепси, околия Байрампаша, в близост до околия Есенлер. Намира се в близост до централната част на Истанбул. Заема 242 000 квадратни метра площ, което я прави главна автогара в Югоизточна Европа, най-голямата автогара в Турция и Европа и 3-тата по големина в света.
Разполага с 324 перона. Всеки перон включва 3-етажен офис на съответната компания и сектора за паркиране на автобусите, но често в офиса се помещават няколко автобусни компании.
Близо до автогарата е разположена метростанция по линия M1 на Истанбулското метро, което е свързано с летище „Ататюрк“. Автогарата е свързана с автобусните линии от градския транспорт. Повечето автобусни компании разполагат с мини-автобусчета, които превозват техните пътници безплатно от и до автогарата.
В района на самата автогара и около нея се намират магазини, ресторанти, сладкарници, заведения за бързо хранене, супермаркети, полицейско управление, клиника и джамия.

## Направления
От там тръгват междуселищни автобуси за почти всички краища на страната, редовни автобуси за цяла Европа и Близкия иток. Направлението, по което пътниците най-често пътуват от автогарата, е столицата на Турция – Анкара. Всички автобусни компании, които обслужват превози от и за България, също имат офиси там, включително централните офиси на някои от тях. Ежедневно се извършват превози до София, Хасково и Пловдив.

## Статистика
- Централната автогара е на няколко нива, разполага с 450 – 500 основни паркоместа за автобусите и още над 1000, на които изчакват по различните нива на автогарата другите автобуси, за да се качат на пероните.
- Средно на ден има над 15 000 автобусни движения, което е с пристигания и заминавания.
- Автогарата е с капацитет от 600 000 пътници на ден.
- Между 3000 и 5000 души са заети на автогарата, до 1 милион души минават дневно през нея по различни поводи.